# Salim Sayegh
Mons. Salim Sayegh (* 15. března 1935, Rumaimin) je jordánský katolický kněz, emeritní pomocný biskup v Latinském patriarchátu jeruzalémském. Je známý i pro svou publikační činnost.

## Dílo
- 1971: The Status Quo of the Holy Places. Legal nature and international scope.
- 1993: The Gulf Crisis: From Prohibition to the Authorization of the use of force.
- 1996: Understanding Europe: the IGC, the national perceptions of the European Union.
- 2000: Biblical Jordan.
- 2000: Christian Antiquities in Jordan.
- 2003: Giordania. Guida del Pellegrino.
- 2006: Jordan.
- 2016: Amore stupendo. Gesù eucaristia.
- 2017: Our Lady Peace Center, Church and mission.